# Куяш
Куя́ш — озеро в Челябинской области России. Находится западнее федеральной трассы М36.

## Этимология
Название связано с распространенным у башкир и татар мужским личным именем Кояш, с тюркских языков кояш (ҡояш) переводится как «солнце».

## Описание
Имеет округлую форму. На востоке в озеро впадает пересыхающий ручей, берущий начало в болоте восточнее трассы. Вытекающих рек не имеется. Площадь поверхности — 12,5 км². Площадь водосборного бассейна — 13,8 км². Высота над уровнем моря — 219 м.
На берегах озера расположено три поселения: Большой Куяш, Малый Куяш и село Голубинка.
В окрестностях озера расположено множество других водоёмов, ближайшие: озеро Большие Кирпичники, озеро Кырмыскалы, озеро Теренкуль.

## Топографические карты
- Лист карты N-41-II. Масштаб: 1 : 200 000. Указать дату выпуска/состояния местности.